# Christian Atsu
Christian Atsu Twasam (10 tháng 1 năm 1992 – 6 tháng 2 năm 2023) là một cố cầu thủ bóng đá chuyên nghiệp người Ghana từng thi đấu ở vị trí tiền vệ cánh hoặc tiền vệ tấn công.
Anh bắt đầu sự nghiệp tại câu lạc bộ Primeira Liga FC Porto. Năm 2013, anh chuyển đến Chelsea với phí chuyển nhượng 3,5 triệu £ và lần lượt được đem cho mượn tại Vitesse, Everton, Bournemouth, Málaga và Newcastle United. Tháng 5 năm 2017, anh chính thức trở thành cầu thủ của Newcastle United sau khi cùng đội bóng này giành chức vô địch Championship và thăng hạng Premier League. Sau bốn năm gắn bó trong màu áo Newcastle, anh lần lượt đầu quân cho Al-Raed ở Ả Rập Xê Út và Hatayspor ở Thổ Nhĩ Kỳ, nơi anh đã ra đi mãi mãi ở tuổi 31 trong trận động đất vào năm 2023.
Atsu bắt đầu thi đấu cho đội tuyển Ghana từ năm 2012 và từng tham dự FIFA World Cup 2014 và hai kỳ Cúp bóng đá châu Phi. Tại Cúp bóng đá châu Phi 2015, anh trở thành cầu thủ xuất sắc nhất giải đấu và giúp Ghana giành vị trí á quân.

## Sự nghiệp câu lạc bộ

### Porto
Atsu đến F.C. Porto vào năm 17 tuổi sau khi được các tuyển trạch viên phát hiện tài năng. Ngày 14 tháng 5 năm 2011, anh lần đầu tiên có mặt trên băng ghế dự bị trong trận đấu với C.S. Marítimohe nhưng không có cơ hội ra sân. Atsu sau đó được đem cho Rio Ave mượn trong mùa giải 2011–12. Anh có trận đấu chính thức đầu tiên tại Bồ Đào Nha vào ngày 28 tháng 8 năm 2011 trong trận thua 1-0 trước S.C. Olhanense. Ngày 16 tháng 12 năm 2011, Atsu ghi bàn mở tỉ số ở phút thứ 24 trận đấu với Benfica nhưng sau đó đội bóng của anh đã để thua ngược 5-1.
Phong độ ấn tượng tại thời gian cho mượn đã giúp anh được Porto gọi lại cho mùa bóng 2012-13. Anh có tổng cộng 17 lần ra sân cho Porto tại Giải vô địch bóng đá Bồ Đào Nha (Primeira Liga), trong đó có 9 lần được đá chính và 8 lần ra sân tại UEFA Champions League. Atsu cùng Porto giành được danh hiệu vô địch Primeira Liga trong mùa giải đó.

### Chelsea
Ngày 1 tháng 9 năm 2013, Atsu gia nhập Chelsea theo bản hợp đồng có thời hạn năm năm với phí chuyển nhượng 3,5 triệu £, và ngay lập tức được đem cho câu lạc bộ Hà Lan Vitesse mượn trong mùa giải 2013–14.

#### Cho mượn tại Vitesse
Ngày 6 tháng 10 năm 2013, Atsu có trận đấu đầu tiên trên đất Hà Lan khi vào sân thay người ở phút 77 và có một pha kiến tạo cho đồng đội Mike Havenaar ghi bàn nhưng đội bóng của anh đã để thua Feyenoord 2-1. Hai tuần sau anh có trận đấu đầu tiên được đá chính gặp SC Heerenveen và Vitesse đã giành chiến thắng 3-2. Ngày 9 tháng 11, anh có bàn thắng đầu tiên cho Vitesse từ chấm phạt đền trong trận thắng 3-1 trước FC Utrecht.
Kết thúc mùa giải, Atsu được các cổ động viên bình chọn là cầu thủ xuất sắc nhất mùa giải của Vitesse với 5 bàn thắng sau 24 trận đấu tại Giải vô địch bóng đá Hà Lan.

#### Cho mượn tại Everton
Ngày 13 tháng 8 năm 2014, Atsu đến Everton theo thỏa thuận cho mượn đến hết mùa giải 2014–15. Mười ngày sau đó anh có trận đấu đầu tiên khi vào sân ở phút 85 thay cho Kevin Mirallas trong trận hòa 2–2 với Arsenal tại Goodison Park.
Ngày 21 tháng 9 năm 2014, Atsu có trận đá chính đầu tiên tại Premier League nhưng Everton đã bị Crystal Palace đánh bại 3-2. Sau khi vắng mặt một thời gian để tham dự Cúp bóng đá châu Phi, Atsu trở lại đội hình Everton vào ngày 19 tháng 2 năm 2015 thay cho Romelu Lukaku trong trận đấu tại Europa League với BSC Young Boys và ba ngày sau đó có một pha kiến tạo trong trận hòa 2-2 với Leicester City.
Ngày 15 tháng 3 năm 2015, trong trận đấu với Newcastle United, anh là người kiến tạo cho Ross Barkley ấn định chiến thắng 3–0 cho Everton. Atsu sau đó có cơ hội đá chính trong trận đấu lượt về vòng 1/16 Europa League với Dynamo Kyiv nhưng đội bóng của anh đã bị đánh bại 5–2 và bản thân anh bị rút ra sân nghỉ ở phút 65 của trận đấu. Tại Everton, Atsu chỉ được ra sân 13 trận và có hai pha kiến tạo.

#### Cho mượn tại Bournemouth
Ngày 29 tháng 5 năm 2015, Atsu tiếp tục được Chelsea đem cho đội bóng khác mượn, lần này là đội bóng mới thăng hạng Premier League Bournemouth cho đến hết mùa bóng 2015-16. Anh có trận đấu đầu tiên cho Bournemouth vào ngày 25 tháng 8 tại Cúp Liên đoàn bóng đá Anh trong trận thắng Hartlepool United 4-0. Tuy nhiên sau đó Atsu chỉ có thêm một lần góp mặt cho Bournemouth trong chiến thắng tại vòng đấu tiếp theo trước Preston North End và Chelsea đã triệu hồi anh trở lại vào ngày 1 tháng 1 năm 2016.

#### Cho mượn tại Málaga
Ngày 25 tháng 1 năm 2016, Atsu chính thức xác nhận chuyển đến câu lạc bộ Tây Ban Nha Málaga theo bản hợp đồng cho mượn. Anh ghi bàn ngay trong trận đấu đầu tiên cho Málaga thắng Getafe 3-0 ngày 5 tháng 2. Đến trận đấu cuối cùng của mùa giải 2015-16, anh có pha lập công ấn định chiến thắng 4-1 trước Las Palmas.

#### Cho mượn tại Newcastle United
Ngày 31 tháng 9 năm 2016, Atsu chính thức gia nhập Newcastle United thi đấu tại Championship theo bản hợp đồng cho mượn có thời hạn một năm kèm theo điều khoản đội bóng nước Anh có quyền mua Atsu nếu thăng hạng sau khi mùa giải kết thúc. Ngày 13 tháng 9, anh có trận đấu ra mắt đội bóng mới khi vào sân từ ghế dự bị ở phút 61 thay cho Yoan Gouffran và có một pha kiến tạo thành bàn trong chiến thắng 6–0 trước Queens Park Rangers. Atsu có bàn thắng đầu tiên cho Newcastle vào ngày 1 tháng 10 trong chiến thắng 1-0 trước Rotherham United.
Ngày 5 tháng 11, Atsu mở tỉ số ngay ở phút thứ 3 của trận đấu với Cardiff City với tỉ số chung cuộc 2-1 nghiêng về Newcastle, chiến thắng thứ 7 liên tiếp của họ tại Championship. Ngày 14 tháng 12, anh vào sân từ ghế dự bị ấn định chiến thắng 2-0 của Newcastle trước Wigan. Ngày 29 tháng 4 năm 2017, Atsu ghi bàn thắng từ quả đá phạt trực tiếp giúp Newcastle đánh bại Cardiff City 2-0. Atsu ghi được 5 bàn thắng sau 35 lần ra sân cho Newcastle góp công giúp Newcastle vô địch Championship và thăng hạng Premier League sau khi xuống hạng vào năm 2016.

### Newcastle United
Tháng 5 năm 2017, Atsu chính thức rời Chelsea với phí chuyển nhượng không được tiết lộ sau khi ký hợp đồng bốn năm với Newcastle. Ngày 16 tháng 9 năm 2017, anh có bàn thắng đầu tiên tại Premier League khi giúp Newcastle mở tỉ sổ trong chiến thắng 2-1 trước Stoke City. Đến ngày 23 tháng 12 năm 2017, Atsu có một bàn thắng và một kiến tạo trong trận thắng West Ham 3-2 giúp Newcastle chấm dứt chuỗi 9 trận chỉ hòa và thua tại Premier League 2017-18.
Atsu bị loại khỏi đội hình Newcastle tham dự Premier League 2020-21 trước khi được bổ sung vào giai đoạn lượt về. Anh chính thức rời Newcastle vào tháng 7 năm 2021 sau khi hết hạn hợp đồng, có tổng cộng 8 bàn thắng và 10 đường chuyền thành bàn trong 121 trận.

### Al-Raed
Ngày 17 tháng 7 năm 2021, Atsu chuyển đến Ả Rập Xê Út thi đấu cho Al-Raed.

## Sự nghiệp đội tuyển quốc gia
Atsu có trận đấu đầu tiên cho đội tuyển Ghana vào ngày 1 tháng 6 năm 2012 trong trận đấu với Lesotho và đã ngay lập tức ghi bàn. Một năm sau đó, anh có mặt trong đội hình đội tuyển Ghana tham dự Cúp bóng đá châu Phi tại Nam Phi. Anh có mặt trong cả ba trận vòng bảng với Cộng hòa Dân chủ Congo, Mali và Niger, trong đó ghi được một bàn trong chiến thắng 3-0 trước Niger. Tại trận bán kết với Burkina Faso, Atsu thực hiện thành công lượt sút luân lưu của mình nhưng chung cuộc Ghana để thua Burkina Faso 2-3.
Atsu có mặt trong danh sách 23 cầu thủ Ghana tham dự World Cup 2014 tại Brazil. Anh có mặt trong tất cả các trận đấu của Ghana tại giải đấu này khi đội bóng châu Phi bị loại ngay từ vòng bảng.
Tại Cúp bóng đá châu Phi 2015, Atsu lập được cú đúp trong chiến thắng 3–0 trước Guinée tại tứ kết. Anh đã cùng đội tuyển Ghana vào đến trận chung kết và chỉ chịu thua Bờ Biển Ngà sau loạt sút luân lưu. Kết thúc giải đấu, Atsu giành được danh hiệu Cầu thủ xuất sắc nhất giải đấu và Bàn thắng đẹp nhất giải với bàn thắng trong trận đấu với Guinea.

## Qua đời
Vào ngày 6 tháng 2 năm 2023, trận động đất 7,8 richter đã tấn công vào Thổ Nhĩ Kỳ và Syria. Toà nhà nơi Christian Atsu sinh sống đã sập xuống và sau 12 ngày mất tích, anh được đội cứu hộ tìm thấy. Nhưng không may, anh đã qua đời cùng với chiếc điện thoại của mình lúc được tìm thấy.
Lúc đầu, như báo chí đưa tin thì Atsu được tìm thấy và đưa đến bệnh viện điều trị. Nhưng sau đó vài ngày thì Sky Sports cho biết đây là thông tin sai lệch. Chiều ngày 18 tháng 2, người đại diện Nana Sechere phát đi thông báo rằng cựu cầu thủ của Chelsea và Newcastle đã qua đời sau trận động đất. Theo The Guardian, lực lượng cứu hộ giải cứu được một số thành viên của Hatayspor khỏi đống đổ nát, trong khi Atsu không gặp may mắn như vậy. Nơi Atsu gặp nạn là Ronesans Residence, một khu căn hộ sang trọng bị sập tại thành phố Antakya. Cùng với Atsu, Eyup Turkaslan, thủ môn của Yeni Matalyaspor được xác định cũng đã qua đời sau trận động đất.

## Thống kê sự nghiệp

### Câu lạc bộ
| Rio Ave                 | 2011–12             | 27  | 6  | 1  | 0 | 2  | 0 | –  | – | 30  | 6  |
| Tổng cộng               | Tổng cộng           | 27  | 6  | 2  | 0 | 2  | 0 | –  | – | 30  | 6  |
| Porto                   | 2012–13             | 17  | 1  | 3  | 0 | 1  | 0 | 8  | 0 | 29  | 1  |
| Tổng cộng               | Tổng cộng           | 17  | 1  | 2  | 0 | 1  | 0 | 8  | 0 | 29  | 1  |
| Vitesse (mượn)          | 2013–14             | 28  | 5  | 2  | 0 | –  | – | –  | – | 30  | 5  |
| Everton (mượn)          | 2014–15             | 5   | 0  | 0  | 0 | 1  | 0 | 7  | 0 | 13  | 0  |
| Bournemouth (mượn)      | 2015–16             | 0   | 0  | 0  | 0 | 2  | 0 | 0  | 0 | 2   | 0  |
| Málaga (mượn)           | 2015–16             | 12  | 2  | 0  | 0 | 0  | 0 | 0  | 0 | 12  | 2  |
| Newcastle United (muợn) | 2016–17             | 32  | 5  | 0  | 0 | 3  | 0 | —  | — | 35  | 5  |
| Newcastle United        | 2017–18             | 28  | 2  | 1  | 0 | 0  | 0 | —  | — | 29  | 2  |
| Newcastle United        | 2018–19             | 28  | 1  | 3  | 0 | 1  | 0 | —  | — | 32  | 1  |
| Newcastle United        | 2019–20             | 19  | 0  | 4  | 0 | 1  | 0 | —  | — | 24  | 0  |
| Newcastle United        | 2020–21             | 0   | 0  | 0  | 0 | 1  | 0 | —  | — | 1   | 0  |
| Tổng cộng               | Tổng cộng           | 107 | 8  | 8  | 0 | 6  | 0 | —  | — | 121 | 8  |
| Al-Raed                 | 2021–22             | 8   | 0  | 0  | 0 | —  | — | —  | — | 8   | 0  |
| Hatayspor               | 2022–23             | 3   | 1  | 1  | 0 | —  | — | —  | — | 4   | 1  |
| Tổng cộng sự nghiệp     | Tổng cộng sự nghiệp | 207 | 23 | 15 | 0 | 12 | 0 | 15 | 0 | 249 | 23 |

### Bàn thắng đội tuyển quốc gia
Bàn thắng và kết quả của đội tuyển Ghana được để đầu tiên
| #   | Ngày                 | Địa điểm                                                 | Đối thủ    | Bàn thắng | Kết quả | Giải đấu                 |
| --- | -------------------- | -------------------------------------------------------- | ---------- | --------- | ------- | ------------------------ |
| 1.  | 1 tháng 6 năm 2012   | Sân vận động thể thao Kumasi, Kumasi, Ghana              | Lesotho    | 5–0       | 7–0     | Vòng loại World Cup 2014 |
| 2.  | 8 tháng 9 năm 2015   | Sân vận động Ohene Djan, Accra, Ghana                    | Malawi     | 1–0       | 2–0     | Vòng loại CAN 2013       |
| 3.  | 28 tháng 1 năm 2013  | Sân vận động Nelson Mandela Bay, Port Elizabeth, Nam Phi | Niger      | 2–0       | 3–0     | CAN 2013                 |
| 4.  | 16 tháng 3 năm 2013  | Sân vận động Setsoto, Maseru, Lesotho                    | Lesotho    | 1–0       | 2–0     | Vòng loại World Cup 2014 |
| 5.  | 15 tháng 10 năm 2013 | Sân vận động thể thao Kumasi, Kumasi, Ghana              | Ai Cập     | 6-1       | 6-1     | Vòng loại World Cup 2014 |
| 6.  | 7 tháng 1 năm 2015   | Sân vận động Algarve, Algarve, Bồ Đào Nha                | Bồ Đào Nha | 1–0       | 3–1     | Giao hữu                 |
| 7.  | 1 tháng 2 năm 2015   | Sân vận động Malabo, Malabo, Guinea Xích Đạo             | Guinée     | 1–0       | 3–0     | CAN 2015                 |
| 8.  | 1 tháng 2 năm 2015   | Sân vận động Malabo, Malabo, Guinea Xích Đạo             | Guinée     | 3–0       | 3–0     | CAN 2015                 |
| 9.  | 14 tháng 6 năm 2015  | Sân vận động Ohene Djan, Accra, Ghana                    | Mauritius  | 1–0       | 7–1     | Vòng loại CAN 2017       |
| 10. | 5 tháng 6 năm 2016   | Sân vận động Anjalay, Belle Vue Maurel, Mauritius        | Mauritius  | 2–0       | 2–1     | Vòng loại CAN 2017       |

## Danh hiệu

### Câu lạc bộ
Porto
- Primeira Liga: 2012–13
- Supertaça Cândido de Oliveira: 2012

Newcastle United
- Football League Championship: 2016-17

### Cá nhân
- Cầu thủ xuất sắc nhất Cúp bóng đá châu Phi 2015
- Bàn thắng đẹp nhất Cúp bóng đá châu Phi 2015